# Ogród Pamięci w Komornikach
Ogród Pamięci – zespół steli, głazów i drzew pamiątkowych, zlokalizowany w Komornikach koło Poznania przy ul. Kościelnej, nad Wirynką.
Decyzję o budowie Ogrodu Pamięci podjęto w marcu 2003. Inicjatorem było Towarzystwo Przyjaciół Ziemi Komornickiej, a bezpośrednim powodem – 25-lecie działania towarzystwa. Gmina zatwierdziła uchwałę w tym zakresie w listopadzie 2003. W tym samym miesiącu posadowiono pierwsze dwa głazy – upamiętniający lokację Komornik oraz ku czci powstańców wielkopolskich. W maju 2004 posadzono pierwszy pamiątkowy dąb. W kwietniu 2005 zasadzono kwietnik różany ku czci Jana Pawła II.
Na zespół składają się następujące pomniki:
- 1924-2004, w 80. rocznicę powstania obrony przeciwlotniczej Poznania oraz w 25. rocznicę utworzenia 76. Dywizjonu Rakietowego Obrony Powietrznej w Chomęcicach (11.11.2004),
- Cześć i chwała żołnierzom Armii Wielkopolska – 1919r. (listopad 2004),
- Chwała powstańcom wielkopolskim,
- 1978-2013, 35 lat Towarzystwa Przyjaciół Ziemi Komornickiej im. ks. Franciszka Malinowskiego, Ziemia Komornicka żywi i leczy. Stanisław Nowak, 1.12.2013,
- Krzyż Jubileuszowy postawiony 15 sierpnia 2000, z tablicami:
  - Pamięci Ofiar Katynia, 1940-2010. Trzeba nam teraz umierać by Polska umiała znów żyć. K.K.Baczyński,
  - Pamięci Ofiar Powstania Styczniowego w 150 rocznicę. 1863-2013,
- Lokacja Komornik 1297r.,
- 100 lat Kółka Rolniczego przy parafii św. Andrzeja w Komornikach. 1904-2004 (luty 2004),
- stela Ofiarom Golgoty Wschodu (11.11.2010),
- stela Weteranom walk o niepodległość Rzeczypospolitej Polskiej postawiona przez Związek Kombatantów RP i BWP w 2013[3].

Oprócz powyższego na terenie Ogrodu rosną drzewa pamiątkowe:
- dąb XXV-lecia Towarzystwa Przyjaciół Ziemi Komornickiej posadzony w 2004,
- brzoza na 100-lecie Kółka Rolniczego (złamana, kikut),
- Dąb Powstańczy na 90-lecie powstania wielkopolskiego, posadzony w 2008,
- Dąb Katyński pamięci córki gen. Józefa Dowbora-Muśnickiego – pilota porucznika Janiny Antoniny Lewandowskiej,
- Dąb Katyński Młodego Pokolenia posadzony w 2010[3].